# باتريك بانتاموا
باتريك بانتاموا (بالإنجليزية: Patrick Bantamoi)‏ (24 مايو 1986 في سيراليون - ) هو لاعب كرة قدم سيراليوني في مركز حراسة المرمى. شارك مع منتخب سيراليون لكرة القدم. أما مع النوادي، فقد لعب مع إنتر توركو وكووبيون بالوسيورا ونادي روفانييمن بالوسورا ونادي تلستار ‏ وFC Viikingit ‏ وFC Espoo ‏.

## روابط خارجية
- باتريك بانتاموا على موقع قاعدة بيانات كرة القدم.إي يو (الإنجليزية)
- باتريك بانتاموا على موقع Soccerway.com (الإنجليزية)